# Серебряков, Евгений Александрович
Евге́ний Алекса́ндрович Серебряко́в (6 октября 1928, Ленинград, РСФСР, СССР — 4 января 2013, Санкт-Петербург, Россия) — советский и российский литературовед-китаевед. Доктор филологических наук (1973), профессор (1974).

## Биография
Родился 6 октября 1928 года в Ленинграде в семье инженеров.
В 1950 году с отличием окончил отделение китайской филологии восточного факультета ЛГУ имени А. А. Жданова.
В 1954 году в ЛГУ имени А. А. Жданова защитил диссертацию на соискание учёной степени кандидата филологических наук по теме «Патриотизм и народность великого китайского поэта VIII в. Ду Фу».
В 1973 году в ЛГУ имени А. А. Жданова защитил диссертацию на соискание учёной степени доктора филологических наук по теме «Лу Ю (1125—1210): Жизнь и творчество».
В 1974 года присвоено учёное звание профессора.
1 ноября 1960 года был назначен исполняющим обязанности заведующего кафедрой китайской филологии восточного факультета, которой руководил до 1997 года.
Умер 4 января 2013 года в Санкт-Петербурге.

## Научные труды

### Монографии
- Ду Фу. Критико-биографический очерк. М., 1958.
- Лу Ю: Жизнь и творчество. — Л.: Издательство Ленинградского университета, 1973. — 216 с.
- Китайская поэзия X—XI веков (жанры ши и цы). — Л.: Издательство Ленинградского университета, 1979. — 247 с.
- Алимов И. А., Серебряков Е. А. Вслед за кистью. Материалы истории сунских авторских сборников бицзи. Исследования. Переводы. Часть II. / Отв. ред. Л. Н. Меньшиков.— СПб.: «Петербургское востоковедение», 2004. — 448 с.
- Серебряков Е. А., Родионов А. А., Родионова О. П. Справочник по истории литературы Китая (XII в. до н. э.-начало XXI в.) : имена литераторов, названия произведений, литературовед. и культурологические термины в иероглифическом написании, русской транскрипции и переводе. — М.: АСТ : Восток-Запад, 2005. — 335 с. ISBN 5-478-00079-5
- Пан Ин. Текстология китайского классического романа («Речные заводи» и «Сон в красном тереме») / Ред. Е. А. Серебряков. Сост. Т. А. Пан. — СПб.: «Нестор-История», 2008. — 352 с.

### Переводы
- Лу Ю. Поездка в Шу / Пер., коммент. и послесловие. — Л., 1968.
- Облачная обитель: Поэзия эпохи Сун (X—XIII вв.) / Ред.-сост. И. С. Смирнов. Пер. с кит. Л. Н. Меньшикова, Л. З. Эйдлина, И. С. Смирнова, Е. А. Серебрякова, Е. Витковской, В. Тихомирова, Я. Боевой, А. Сергеева, И. Алимова и О. Трофимовой. — СПб.: «Петербургское востоковедение», 2000. — 240 с. (Драгоценные строфы китайской поэзии, VI).
- Свидетельство ума, таланта и знаний; Фань Чэнда — государственный деятель, крупный поэт, автор знаменитого путевого дневни-ка «У чуань лу» («Записки о путешествии на лодке в У»); Фань Чэнда. Записки о путешествии на лодке в У. Пер., коммент. // Вслед за кистью. Материалы к истории сунских авторских сборников бицзи. Ч. II. — СПб., 2004.

### Статьи
- Серебряков Е. А. Ленинская теория отражения и проблема образности китайской средневековой поэзии // Письменные памятники и проблемы истории культуры народов Востока. VI годичная научная сессия ЛО ИВ АН, посвященная 100-летию со дня рождения В. И. Ленина. Апрель 1970 года. — М.: ГРВЛ, 1970. — C. 27—29.
- Серебряков Е. А. О Цюй Юане и чуских строфах // Литература Древнего Китая. — М., 1969.
- Серебряков Е. А. Путевой дневник «Юйи чжи» известного сунского литератора Оуян Сю (1007—1072) // Вопросы филологии стран Азии и Африки. — Вып. 2. — Л., 1973.
- Серебряков Е. А. Реминисценции в цы IX—XIII вв. // Теоретические проблемы изучения литератур Дальнего Востока. — М., 1977.
- Серебряков Е. А. Поэтические произведения Ван Аньши (1021—1086) в жанре цы // Востоковедение. — Вып. 7. — Л., 1980.
- Серебряков Е. А. О художественном своеобразии творчества тан-ской поэтессы Сюэ Тао: на основании данных частотного словаря иероглифов // Востоковедение. — Вып. 8. — Л., 1981.
- Серебряков Е. А. Лирические песни «Шицзина» в интерпретации конфуцианских комментаторов // Востоковедение. Вып. 11. Л., 1985.
- Серебряков Е. А. Роль личных имен в китайском классическом стихе // Востоковедение. Л., 1987.
- Серебряков Е. А. Гоголь в Китае // Гоголь в мировой литературе. — М., 1988.
- Меньшиков Л. Н., Серебряков Е. А., Баньковская М. В., Ивочкина Н. В., Алимов И. А., Сухачёв С. Н. Б. Л. Рифтину исполнилось 60 лет; Список основных научных трудов чл.-кор. РАН Б. Л. Рифтина / Сост. Е. Д. Лебедева // Петербургское востоковедение. Вып. 3. — СПб.: Центр «Петербургское востоковедение», 1993. — С. 379—382; 383—393.
- Серебряков Е. А. Лу Ю и сборник «Лаосюеань бицзи» («Записки из „Скита, где в старости учусь“»); Лу Ю. Записки из «Скита, где в старости учусь» (Перевод первой и пятой цзюаней и комментарий Е. А. Серебрякова) // Петербургское востоковедение. Выпуск 6. — СПб.: Центр «Петербургское востоковедение», 1994. — С. 9—22; 23—102.
- Серебряков Е. А. Жизненный и творческий путь профессора Цао Цзинхуа (1897—1987), видного литературного деятеля Китая, крупнейшего знатока и переводчика русской литературы, почетного док-тора Санкт-Петербургского университета // Взаимовлияние литератур Европы и Азии и проблемы перевода. — СПб., 1999.
- Серебряков Е. А. Поэзия эпохи Сун // Двенадцать поэтов эпохи Сун. Печали и радости. — М., 2000.